# Александер Гелльвіг
Александер Гелльвіг (нім. Alexander Hellwig; 5 березня 1916, Кірхберг — 31 травня 1944, Гренландське море) — німецький офіцер-підводник, капітан-лейтенант крігсмаріне.

## Біографія
5 квітня 1935 року вступив на флот. В жовтні 1937 року відряджений в морську авіацію, служив у 5-й бортовій ескадрильї на легкому крейсері «Нюрнберг» або при командувачі ВПС на Заході в Шербурі. В квітні-вересні 1942 року пройшов курс підводника. З вересня 1942 року — 1-й вахтовий офіцер на підводному човні U-405. З квітні-травні 1943 року пройшов курс командира човна. З 10 липня 1943 року — командир U-289, на якому здійснив 2 походи (разом 38 днів у морі). 31 травня 1944 року U-289 був потоплений в Гренландському морі північно-східніше острова Ян-Маєн (73°32′ пн. ш. 00°28′ сх. д.) глибинними бомбами британського есмінця «Мілн». Всі 51 члени екіпажу загинули.

## Звання
- Кандидат в офіцери (5 квітня 1935)
- Морський кадет (25 вересня 1935)
- Фенріх-цур-зее (1 липня 1936)
- Оберфенріх-цур-зее (1 січня 1938)
- Лейтенант-цур-зее (1 квітня 1938)
- Оберлейтенант-цур-зее (1 жовтня 1939)
- Капітан-лейтенант (1 вересня 1942)

## Нагороди
- Медаль «За вислугу років у Вермахті» 4-го класу (4 роки)
- Нагрудний знак спостерігача
- Залізний хрест 2-го і 1-го класу
- Авіаційна планка винищувача
- Нагрудний знак підводника